# Juni 2006
Dit artikel geeft een chronologisch overzicht van belangrijke gebeurtenissen per dag in de maand juni van het jaar 2006.

## Gebeurtenissen

### 1 juni
- Jong Oranje staat voor het eerst in de voetbalgeschiedenis in de finale van het Europees kampioenschap voetbal mannen onder 21 nadat het in de verlenging met 3-2 won van Frankrijk.
- De dalai lama Tenzin Gyatso brengt een bezoek aan België. Guy Verhofstadt is de eerste Europese regeringsleider die hem sinds 2003 ontvangt.

### 2 juni
- De UNHCR begint een luchtbrug naar Oost-Timor. De vluchtelingenorganisatie van de VN gaat tienduizenden mensen helpen die gevlucht zijn voor het geweld.
- De Gotthardtunnel in Zwitserland is twee uur na openstelling alweer gesloten vanwege herhaald gevaar van vallende rotsblokken. Eergisteren vielen hierdoor twee doden. De politie van het kanton Uri heeft bekendgemaakt, dat de tunnel nog minstens drie weken dicht blijft.

### 3 juni
- Het parlement van Montenegro verklaart de uitslag van het referendum van 21 mei 2006 officieel en roept direct de onafhankelijkheid van het 193ste land ter wereld uit.
- Uit een enquête in opdracht van de GPD blijkt dat tien procent van de Nederlanders zich racist noemt. Het percentage ligt het hoogst onder mensen tussen de 14 en de 25 jaar die niet meer dan een lagere of middelbare opleiding hebben afgerond.
- Tijdens de finale van de Nederlandse zaalvoetbalcompetitie is het tot rellen gekomen nadat een speler van Malabata uit Breda een speler van FC Marlène uit Heerhugowaard schopte. FC Marlène werd uiteindelijk landskampioen futsal.

### 4 juni
- Jong Oranje wint in de finale van het Europees kampioenschap voetbal onder 21 met 3-0 van Jong Oekraïne.

### 5 juni
- In Enschede zijn twee tieners van 15 jaar aangehouden toen ze hun mobiele telefoon kwamen terughalen op het politiebureau. Met die telefoon hadden ze de mishandeling van een 11-jarige plaatsgenoot gefilmd. Dit fenomeen staat bekend onder de naam happy slapping.

### 6 juni
- Het is 06-06-2006, een datum die ook als 6-6-6 of 666 geschreven kan worden, wat het getal van het beest (antichrist) is. Duizenden christenen wereldwijd bidden voor afkering van de duivel en het daar bijbehorende kwaad. Anderzijds trouwen veel meer mensen dan op een normale dinsdag.

### 7 juni
- Door een lek in een damwand bij de aanleg van de Noord/Zuidlijn van de metro van Amsterdam is water in de IJ-tunnel gestroomd, die daardoor afgesloten moest worden. Een rijstrook per richting is weer opengesteld.
- Al Qaida-leider Abu Musab al-Zarqawi komt in Baquba om het leven bij een luchtaanval.
- Zeker veertien Europese landen hebben de CIA geholpen met geheime vluchten en geheime gevangenissen. Dat is de conclusie van een onderzoek van Dick Marty van de Raad van Europa. België en Nederland worden niet genoemd; deskundigen nemen echter aan dat Nederland niet actief meedeed maar het wel oogluikend zou hebben toegelaten.
- België heeft in 2005 meer buitenlandse investeerders aangetrokken dan de jaren daarvoor. In een Europese ranglijst van consultancybedrijf Ernst & Young klimt België van de negende naar de vierde plaats. Kanttekeningen zijn de geringe jobcreatie en het hoge aandeel expansieprojecten binnen de investeringen. Nederland komt op de dertiende plaats.

### 8 juni
- De Europese Centrale Bank heeft het meest van belang zijnde rentetarief, de refirente, met 0,25 procentpunt verhoogd tot 2,75%. De ECB wil hiermee inflatie voorkomen, die onder andere kan worden veroorzaakt door de hoge olieprijzen. De renteverhoging gaat op 15 juni in.
- In Frans-Guyana heeft zich een aardbeving met een kracht van 5,2 op de schaal van Richter voorgedaan. De schokken waren tot in Suriname te voelen.

### 9 juni
- Het Letterkundig Museum en de Koninklijke Bibliotheek in Den Haag hebben een unieke verzameling documenten en boeken verworven van en over de schrijver Louis Couperus. De collectie is afkomstig van de particuliere verzamelaar J.A. Eekhof.
- Het Wereldkampioenschap voetbal 2006 dat in Duitsland wordt gehouden begint 's avonds om 6 uur in München met de wedstrijd Costa Rica versus Duitsland.
- De Belgische meisjes Nathalie Mahy (11) en Stacy Lemmens (8) uit Luik zijn verdwenen na op een wijkfeest voor het laatst in een café gezien te zijn.
- De single Get Together van Madonna wordt in Nederland uitgebracht.

### 10 juni
- De stiefzusjes Nathalie Mahy en Stacy Lemmens worden vermist in Luik. Een grootscheepse zoekactie wordt opgezet.
- Drie gevangenen plegen zelfmoord in het gevangenenkamp van Guantánamo Bay.

### 11 juni
- Het Nederlands elftal speelt in Leipzig zijn eerste wedstrijd tegen het elftal van Servië en Montenegro op het WK voetbal 2006 in Duitsland. De Nederlanders winnen met 1-0 door een doelpunt van Arjen Robben.
- Opening van Toyota Park, een voetbalstadion met 20.000 zitplaatsen in Bridgeview, Illinois.

### 12 juni
- De Europese ministers van Buitenlandse Zaken beginnen de onderhandelingen met kandidaat-EU-lid Turkije. De daadwerkelijke toetreding zal nog jaren op zich laten wachten.
- KIK producties maakt bekend dat cabaretier Bert Klunder voor de tweede maal is getroffen door een hersenbloeding. Hij ligt in coma en zijn situatie is kritiek (twee dagen later overlijdt hij).
- Volgens bierbrouwer Heineken dreigt een tekort aan bierkratten omdat veel mensen er minitribunes van bouwen om thuis het WK voetbal 2006 te beleven.

### 13 juni
- Bij Egmond aan Zee zijn de eerste vier windmolens in zee geplaatst. Het Offshore Windpark, een initiatief van de overheid moet eind dit jaar klaar zijn en zal dan 100 000 huishoudens van stroom gaan voorzien.

### 14 juni
- Cees van Zijtveld neemt na 40 jaar afscheid van de AVRO. Hij was al 45 jaar diskjockey, eerst bij Radio Veronica.
- Vendex KBB is zijn naam kwijt. De nieuwe eigenaren van winkelketens zoals Vroom & Dreesmann, De Bijenkorf, HEMA en Hunkemöller, hebben de naam per direct gewijzigd in Maxeda.

### 15 juni
- De laatste uitslagen van de Nederlandse eindexamens zijn binnen. Alle vmbo-, havo- en vwo-leerlingen uit het laatste jaar, met uitzondering van herexamen-kandidaten, weten nu of ze volgend jaar aan hun vervolgopleiding kunnen beginnen.
- Servië erkent de onafhankelijkheid van Montenegro en knoopt betrekkingen aan. De angst voor een nieuwe Balkanoorlog is daarmee geweken.

### 16 juni
- UN-HABITAT, de stedelijke ontwikkelingsorganisatie van de Verenigde Naties, brengt een rapport uit waarin wordt vermeld dat als er niets verandert er in 2020 1,4 miljard mensen in sloppenwijken zullen wonen. Nu is dat nog 1 miljard.
- De Belgische stroomproducent Electrabel neemt voor 66,5 miljoen euro de energielevering van het Drentse energiebedrijf Rendo over. Rendo-Netwerkbeheer valt hier buiten.
- De Vlaamse regering keurt het Gewestelijk Ruimtelijk Uitvoeringsplan Oosterweelverbinding goed voor het sluiten van de R1 in Antwerpen.

### 17 juni
- In Hongarije is voor de eerste maal pluimvee besmet met het vogelpestvirus H5N1 dat ook gevaarlijk kan zijn voor mensen. Uit voorzorg zijn reeds bijna een half miljoen vogels geruimd.
- De Jongerenbijbel wordt op de EO-Jongerendag uitgereikt aan premier Balkenende.

### 18 juni
- De Internationale Walvisvaartcommissie neemt een motie aan waarin staat dat het moratorium op de vangst van walvissen niet langer noodzakelijk is.
- De 22-jarige Sheryl Baas, vertegenwoordigster van de provincie Zuid-Holland, is gekozen tot Miss Nederland 2006.
- Paul McCartney, die al op 16-jarige leeftijd de bekende Beatles-song When I'm Sixty-Four schreef, is nu zelf 64 geworden. In de song vraagt hij zich af hoe het leven eruit zal zien als hij die leeftijd heeft bereikt.
- Roos en haar Mannen presenteerden hun laatste uitzending voor Villa Achterwerk. Het programma had op dat moment precies 10 jaar gelopen.

### 19 juni
- Tegen de Irakese oud-president en -dictator Saddam Hoessein wordt de doodstraf geëist vanwege misdaden tegen de menselijkheid.

### 20 juni
- De Liberiaanse ex-president Charles Taylor wordt onder verdenking van oorlogsmisdaden van Sierra Leone naar de VN-gevangenis te Scheveningen overgebracht.
- Hoogleraren van de Universiteit Utrecht klagen over censuur door het College van Bestuur naar aanleiding van het ingrijpen in een afscheidsrede over antisemitisme en het tegenhouden van een boek over de fysisch chemicus Peter Debye.
- Australië wordt geteisterd door naar schatting 100 miljoen rietpadden. Deze tegen de twee kilo wegende en zeer giftige dieren die ter bestrijding van de suikerrietkevers voor de oorlog naar Australië werden geïmporteerd zijn nu zelf een plaag geworden. West-Australië wil zelfs het leger inzetten om ze tegen te houden.

### 21 juni
- De AIVD moet het afluisteren van journalisten van De Telegraaf staken. Dat bepaalt de rechtbank in Den Haag.
- De ziekenhuisbacterie MRSA rukt steeds verder op. Deze bacterie is resistent tegen veel soorten antibiotica. Europese microbiologen hebben daarom in het blad The Lancet een alarmerend artikel geschreven.
- De inlichtingendiensten van de Verenigde Staten hebben via hun satellieten een verhoogde bedrijvigheid waargenomen op een Noord-Koreaanse raketinstallatie. De VS zijn bang dat Noord-Korea binnenkort een raket gaat afvuren die zelfs de Amerikaanse westkust zou kunnen bereiken.

### 22 juni
- Israël en de Palestijnen zijn lid geworden van de Internationale Federatie van het Rode Kruis en de Rode Halve Maan. Tevens is de Rode Ruit als symbool voor die landen ingevoerd die niet - zoals Israël - het embleem van het kruis of de halve maan willen hanteren.

### 23 juni
- Nadat de vergadering van de Nederlandse ministerraad is beëindigd deelt Rita Verdonk, VVD-minister voor Vreemdelingenzaken en Integratie mee dat het kabinet nog niet heeft het besloten of voormalig VVD-Tweede Kamerlid Ayaan Hirsi Ali haar Nederlandse paspoort kan behouden.

### 24 juni
- Ongeveer driekwart van de op een partijvergadering aanwezige SGP-leden heeft voor het voorstel gestemd dat vrouwen het recht geeft lid te worden van deze Nederlandse orthodox-gereformeerde partij. Functies in de politiek blijven nog steeds gereserveerd voor mannelijke SGP-leden.
- De 17-jarige Nederlandse tennisster Michaëlla Krajicek wint de finale van het Ordina Open in twee sets van de Russische Dinara Safina met 6-3 en 6-4.
- In de Belgische stad Antwerpen wordt Guido Demoor, een 54-jarige treinbestuurder, door zes jongeren afgetuigd op een bus van lijn 23. De man overlijdt later ten gevolge van dit zinloze geweld.
- In Maastricht is op het station een trein met lage snelheid op een stilstaande trein gebotst. Eenenveertig personen raken gewond van wie één ernstig.

### 25 juni
- Portugal wint van Nederland met 1-0 na een wedstrijd met 16 gele en 4 rode kaarten. Nederland is hierdoor uitgeschakeld op het Wereldkampioenschap voetbal 2006.
- Een Israëlische soldaat wordt door Palestijnse militanten naar de Gazastrook ontvoerd.

### 26 juni
- De historici, die twee maanden geleden het verdwenen Waddeneiland Bosch lokaliseerden, menen dat het samen met Rottumeroog ooit onderdeel is geweest van een groot, bewoond eiland Moenken-Langenoe (Monniken-Langenoog).
- Een 68-jarige man heeft in het Rijksmuseum Amsterdam het schilderij De Schuttersmaaltijd Ter Viering Van De Vrede Van Münster van Bartholomeus van der Helst met een chemisch middel bewerkt. De precieze schade is onbekend.
- De Amerikaanse zakenman en multimiljonair Warren Buffett maakt bekend $37 miljard van zijn vergaarde rijkdom aan liefdadigheidsorganisaties te zullen schenken.

### 27 juni
- Tijdens nachtelijk overleg besluiten de betrokken ministers dat Ayaan Hirsi Ali haar Nederlandse paspoort mag behouden, hoewel zij de naam van haar grootvader heeft aangenomen. Gebleken is dat de Somalische wet dit toestaat. Een valse geboortedatum opgeven wordt niet als ernstig genoeg beschouwd.
- Joschka Fischer, tot november 2005 de langstzittende Duitse minister van Buitenlandse Zaken na Hans-Dietrich Genscher, heeft zijn vertrek uit de Duitse politiek en zijn aanvaarding van een gastprofessoraat in de crisisdiplomatie aan de Amerikaanse Princeton-universiteit per september 2006, bekendgemaakt.

### 28 juni
- In Luik worden de levenloze lichamen gevonden van de vermiste meisjes Nathalie Mahy en Stacy Lemmens.
- Het Israëlische leger start de Operatie Zomerregens. Deze heeft als doel de bevrijding van de drie dagen geleden ontvoerde Israëlische soldaat Gilad Shalit.

### 29 juni
- De Tweede Kamerfractie van D66 zegt bij monde van Lousewies van der Laan de steun aan het kabinet op.
- Tijdens zijn toespraak op de 2e Nederlandse Veteranendag in Den Haag roept Willem Alexander alle Nederlanders op om voortaan op deze dag de vlag uit te steken.

### 30 juni
- Premier Balkenende vraagt vanwege het opstappen van D66 ontslag aan van het kabinet bij Koningin Beatrix.
- Na sinds 1964 voor de Volkskrant te hebben geschreven, stapt columnist Jan Blokker na een conflict over naar NRC Handelsblad.
- Voor de grote strokartonfabriek De Eendracht wordt het faillissement uitgesproken.

<< · januari · februari · maart · april · mei · juni · juli · augustus · september · oktober · november · december · >>